# Веничкина радуга
«Ве́ничкина ра́дуга» («Веничкина веселка») — міжнародний музично-поетичний фестиваль на честь свердловського барда Олександра Литвинова більш відомого як Веня Дркін. Фестиваль проводиться з серпня 2001 року на території Луганської області.

## Історія
Перша «Веничкина веселка» відбулася у 2001 році. Фестиваль у 2004-му році був зарахований як третій через плутанину із концертами, присвяченими Дркіну. Перерви у проведенні пов'язані із організаційними труднощами. З 2008-го року й до тепер фестиваль є щорічним.

До 2012-го року «Веселка» проходила на туристичних базах у Свердловському районі, потім — під Луганськом.

Під час фестивалю, як правило, йде дощ. Учасники пов'язують цей збіг словами: «Це небо плаче за Венею».

З 2009-го року на фестивалі проводять «Карлсон-час». «Карлсон-час» — година перед основним концертом, коли барди, музиканти і гурти грають дитячі пісні.

## Концепція
Учасники фестивалю живуть у будинках або наметах. Сцена завжди імпровізована.
Концерт першого дня починається з «вільного мікрофона» і продовжується виступами заздалегідь узгоджених відомих поетів, бардів, музикантів і гуртів.
Вдень у суботу відбувається робота у майстернях. У кожній з них вибирають лауреатів і дипломантів. За підсумками усього фестивалю журі вибирає гран-призера.
Результати оприлюднюються на гала-концерті ввечері у суботу.
Є номінація «Приз глядацьких симпатій», її переможців обирають шляхом голосування.
Офіційно фестиваль закінчується в неділю вранці, коли учасники роз'їздяться.
Деякі слухачі й виконавці проводять на туристичній базі значно довше, ніж триває фестиваль.

## Майстерні
У майстернях йде прослуховування поетів, музикантів, гуртів для вибору переможців фестивалю. Журі складається з організаторів фестивалю та переможців минулих років. Спробувати себе може кожний, хто має необхідний матеріал і настрій.
У різні роки на фестивалі були такі майстерні:
- поетична;
- музична (пізніше: рок-бардовська, ансамблева, виконавча (виконання пісень Вені Дркіна), авторська, композиторська);
- художня(пізніше художньо-рукодільна);
- альтернативна(через ліжко) — унікальна майстерня, де можна робити, що завгодно.

## Історія по роках
2001 — гран-прі отримав Вадим Народицький (м. Київ). Фестиваль проходив на турбазі «Ясени» біля міста Свердловськ (тепер Довжанськ), а заключний концерт — у ДК ім. Свердлова.

2004 — гран-призер Вадим Народецький. Приз глядацьких симпатій у «No Frost» (м. Молодогвардійськ). Місце проведення: турбаза «Ясени».

2008 — гран-призер — група «ИскуСствО» (м. Луганськ). Місце проведення: турбаза «Ясени».

2009 — гран-прі вирішили не присуджувати. Місце проведення: тураза «Ясени». З цього року почав проводитись «Карлсон-час». Спеціальним гостем фестивалю стала російська співачка Умка.

2010 — гран-прі у Віталіни (м. Куп'янськ). Приз глядацьких симпатій — Катерина Білоусова (м. Сімферополь). Місце проведення: тураза «Ясени».

2011 — гран-прі у Кіра Парасоллі (м. Запоріжжя). Приз глядацьких симпатій — Марго(м. Москва). Місце проведення: тур-база біля села Астахово. Спеціальний гість — Льотчик Потапов.

2012 — гран-призер фестивалю — ансамбль «Созвездие Волос Вероники» (м. Дніпропетровськ). Приз глядацьких симпатій — #кЭпка# (м. Луганськ). Місце проведення: база відпочинку «Лісова казка» біля Луганську.

2013 — гран-прі у гурту «Лествица» (м. Воронеж). Приз глядацьких симпатій — «Журавлинний сироп» (м. Луганськ). Місце проведення база «Салют», що поблизу міста Луганськ.